# Colt Officer's ACP
Colt Officer's Model або Colt Officer's ACP самозарядний пістолет одинарної дії, з магазинним живленням та з віддачею затвора створений на основі конструкції Джона Браунінга M1911. Його представили в 1985 році, як відповідь Кольта на чисельні зменшені версії різних компаній пістолета M1911.

## Історія
В 1975 році Рок-Айлендський арсенал випустив компактний пістолет M1911 під назвою "General Officer's Model Pistol" для старших офіцерів армії та ВПС США, але пістолет був недоступний для продажу широкому загалу.  Наступного року Пат Йейтс із Detonics представив свій компактний "Combat Master", обрізану версію пістолета М1911, із 3,5-дюймовим стволом і укороченою рамою руків'я. Побачивши популярність цих компактних пістолетів, інші виробники пістолетів почали пропонувати схожі переробки пістолета М1911.
В 1985 році компанія Кольта розробила власну версію і назвав її "Colt Officer's ACP", наступного року вони представили полегшену версію на алюмінієвій рамі, відома під назвою Lightweight Officer's ACP, яка важила на 10 унцій менше (24 унції). Основною відмінністю від повнорозмірного пістолета M1911 6-зарядний магазин замість 7-зарядного, загальна довжина 7 1/8 дюйми замість 8 1/2 дюйми, висота 5 1/8 дюйми замість 5 1/2 дюйми, вага 34 унції, а не 39 унцій, і найхарактерніша відмінність ствол довжиною 3 1/2 дюйми, а не 5 дюймів.
Технічний штаб Національної стрілецької асоціації провели тестові стрільби на 300 пострілів без особливих проблем. Вони звітували про дві невдачі під час живлення кулями wadcutter. Загалом пістолет отримав позитивні відгуки завдяки своїй конструкції та невеликому розміру. Коли Кольт представив лінійку 1991 (версія з фосфатною обробкою  М1911 з запобіжником ударника серії 80), вона включала пістолет таких самих параметрів, як і Officer's ACP.
Тим не менш, виробничі зразки не виправдали сподівань ринку. Colt Officer's ACP викликав критику через вибагливість до набоїв та різку віддачу через короткий ствол. Френк Джеймс писав, що через зменшення швидкості через короткий ствол погіршується продуктивність набою, а це впливає на використання зброї під час самооборони.
Надійність та точність були покращені кількома модифікаціями, такими як заміна втулки ствола та шліфування курка та шпори. Окрім заміни УСМ, більш складні модифікації включали заміну курка та шептала на легші, встановлення високоякісного набору пружин та скошування внутрішньої частини віконця викиду гільз.
Існує гібридна версія зі столом та затворною рамою від пістолета Commander та рамою зі сплаву від пістолета Officers Model. Одна версія була зроблена TALO та інша Pistol Smiths в GunSite Academy. в 2015 році TALO запропонували компанії Colt Industries випустити версію з функціями визначеними Уайлі Клеппом та тонкою штриховкою від збройного коваля Піта Сінгла.

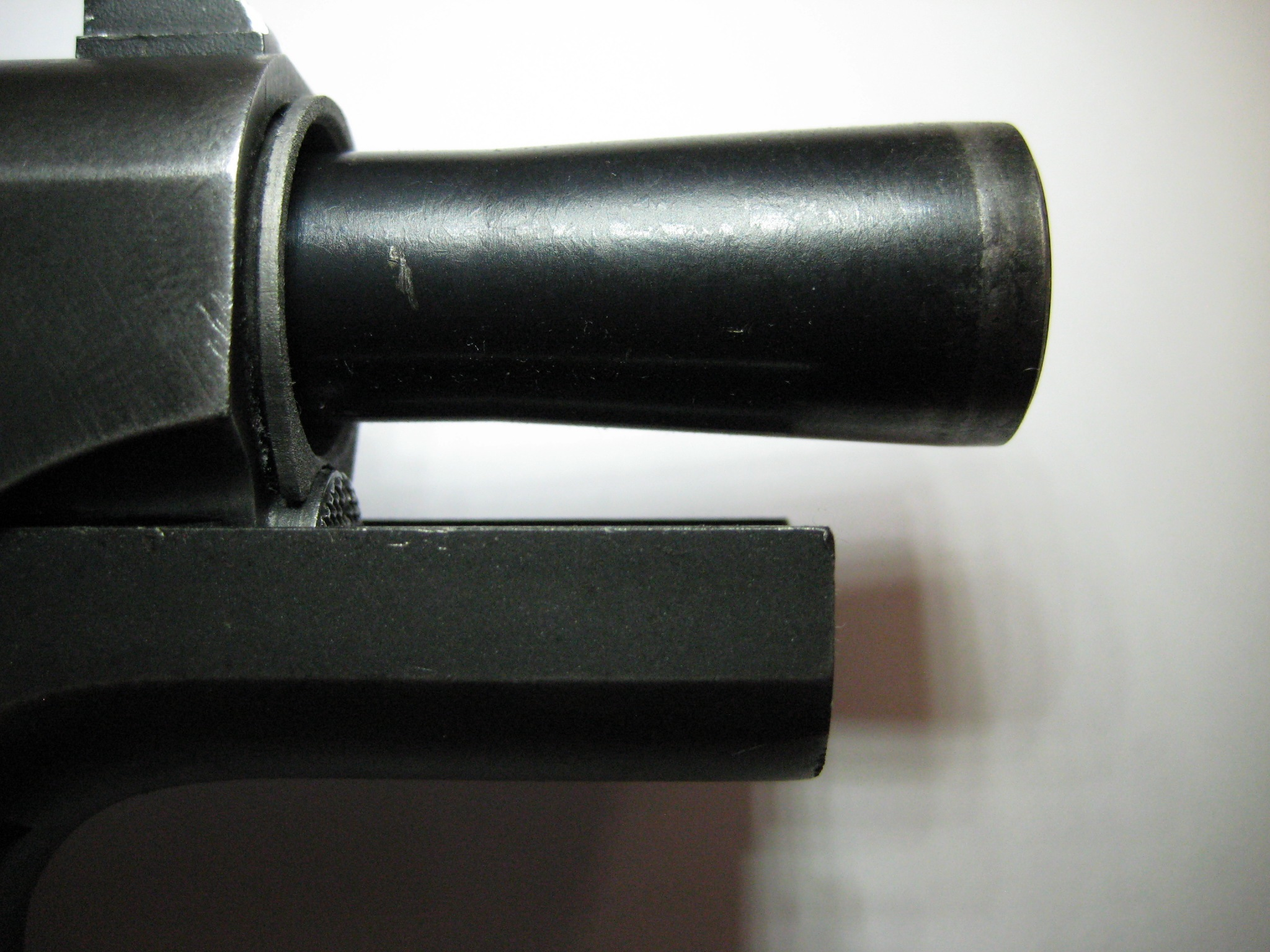
Colt M1991A1 Компактний бичачий ствол та OEM втулка
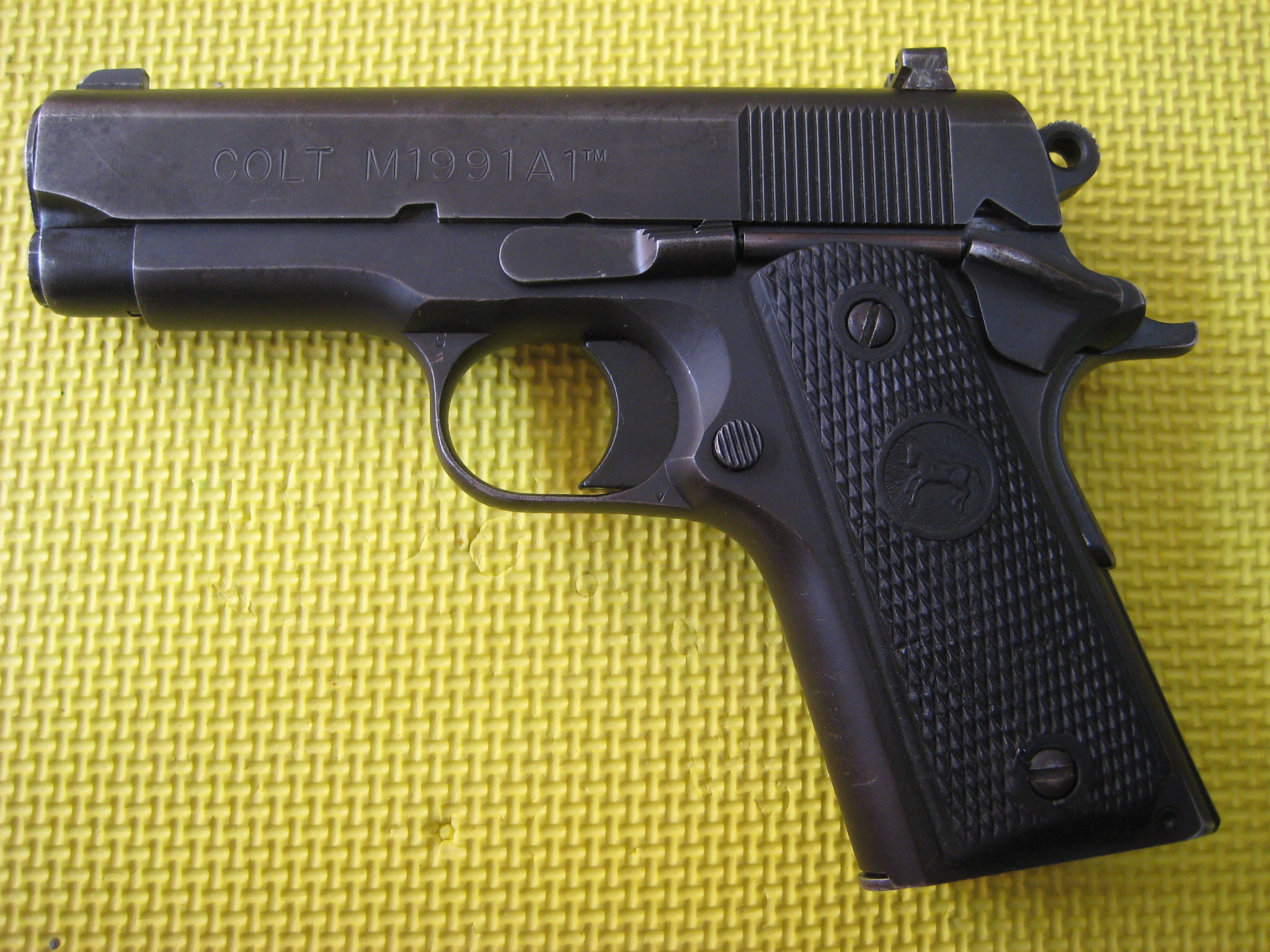
Old Rollmark Model (ORM) M1991A1 Compact
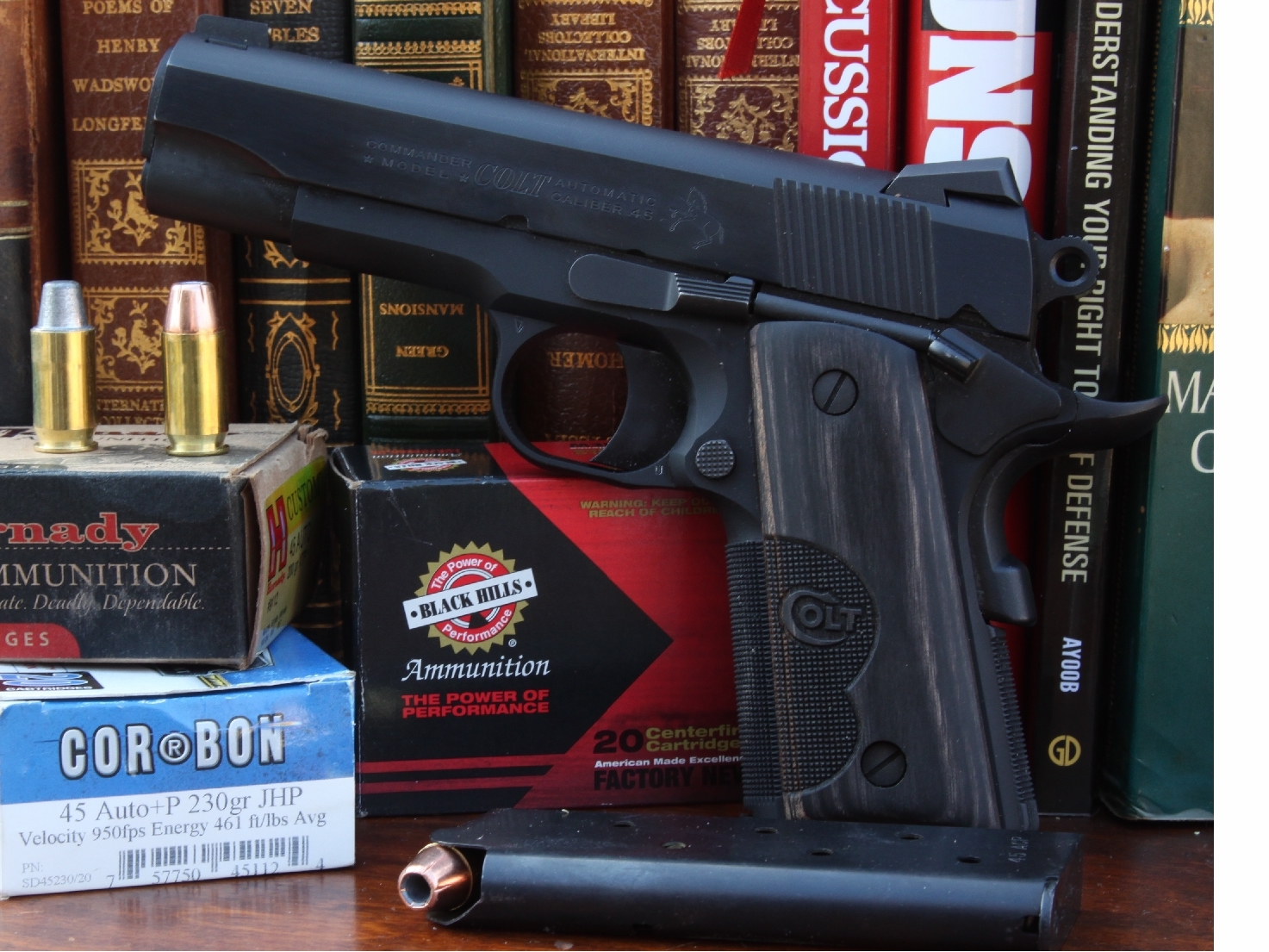
Talo/Wiley Clap Concealed Carry Officers Model